# Janneyrias
Janneyrias är en kommun i departementet Isère i regionen Auvergne-Rhône-Alpes i sydöstra Frankrike. Kommunen ligger i kantonen Pont-de-Chéruy som tillhör arrondissementet Vienne. År 2022 hade Janneyrias 1 911 invånare.

## Befolkningsutveckling
Antalet invånare i kommunen Janneyrias
Referens:INSEE